# GuppY
GuppY è un software libero destinato alla realizzazione di un sito web, GuppY è un sistema di gestione di contenuti (cms).
È distribuito sotto i termini della licenza CeCILL, è scritto in PHP e ha come particolarità la leggerezza e, tra le altre cose, quello di non aver bisogno di un database MySQL per funzionare.

## Presentazione
GuppY è un portale Web concepito per essere facilmente installabile e che non necessita di database per funzionare. Ti permette di generare molto velocemente e facilmente un sito Web completo e interattivo, anche senza nessuna conoscenza tecnica.
Sistema di gestione dei contenuti (SGC), ti offre un'interfaccia di amministrazione completa e sicura per gestire l'aspetto del sito e i contenuti delle sue varie rubriche. GuppY offre un sito chiavi in mano, con il suo motore già codificato.
Non utilizza database esterni del tipo MySQL. Questo comporta una grande elasticità e comporta molteplici vantaggi:
1. è possibile installarlo su quasi tutti i server che ci sono, compresi quelli gratuiti. L'unica cosa necessaria è che i server supportino il linguaggio PHP.
2. non bisogna avere conoscenze tecniche né installare o saper usare dei database.
3. la visualizzazione delle pagine è molto rapida.

### Multilinguaggio e facoltativamente bilingue
GuppY ha un'opzione di gestione dei contenuti bilingue, questa caratteristica permette di realizzare un portale bilingue, lasciando la scelta delle due lingue da visualizzare.
La distribuzione di base propone per default una gestione bilingue in francese e inglese ma tramite un pacchetto di altri linguaggi da scaricare separatamente è possibile scegliere tra tantissimi altri linguaggi anche i meno noti.

### Funzionale e completo
GuppY permette di realizzare un sito completamente interattivo, grazie alle numerose funzionalità:
- una pagina di accoglienza (home page) configurabile a vostro piacimento.
- un editoriale
- un sistema di news con archivi, l'affissione del numero di news per pagina è parametrabile. I visitatori possono proporre anche loro delle news, che sono immediatamente affisse senza la convalida dell'amministrazione o dopo la convalida. È anche possibile proporre un file RSS delle news per syndiquer.
- una gestione degli articoli ripartiti in due box, con una classificazione delle categorie parametrabili. Gli articoli sono automaticamente datati, sono anche possibili le modifiche; c'è anche un contatore di letture. Ogni articolo è proposto in una versione stampabile.
- un sistema di commenti opzionabile permette ai visitatori di reagire agli articoli.
- un blog
- un annuario di link classificato per categorie, l'affissione del numero di items (links) per pagina è parametrabile.
- un'area downloads, con classificazione per categorie. Il numero di items per pagina è parametrabile.
- un'area FAQ classificata per categorie, il numero di FAQ per pagina è parametrabile.
- un diaporama di foto in due versioni. In tutti e due i casi, la gestione è molto semplice.
- un livre d'or (guestbook), che può essere moderato sia a priori che a posteriori
- un forum con avatar, tipo di invio, riconoscimento dei membri, possibilità di essere avvisati da un'e-mail (in opzione). Il forum può contenere fino a 15 argomenti, può essere tutto moderato sia a priori che a posteriori ed è disponibile un contatore di letture.
- un box "sondaggi".
- un contatore di visite totali e uno indicante il numero di visitatori in linea.
- una newsletter con un sistema di gestione completo (archivi, lista degli abbonati, etc.)
- un sistema di raccomandazione per diffondere il link del vostro sito e permettere ai vostri ospiti di inviare il vostro URL ai loro amici.
- Cinque box liberi.
- un calendario con, in opzione, un'agenda per annunciare / gestire degli avvenimenti.
- un box RSS per syndiquer i contenuti dei file RSS.
- un'opzione multi-redattori, per una gestione collaborativa del Portale, con attribuzione dei permessi per ogni redattore e una messaggeria interna tra di questi.
- una messaggeria interna che permette ai membri in linea di comunicare tra loro tramite dei mini-messaggi
- zone membri in opzione, cosa che permette di sottoporre l'accesso di alcune parti del vostro sito solo dopo la registrazione.
- un box "preferenze" che offre agli ospiti la possibilità di registrare il loro profilo inserendo il loro pseudonimo, email e sito web. Gli utenti possono anche scegliere la grafica (skin) del sito, la disposizione dei box, e approfittare di alcune altre opzioni
- una versione alleggerita del sito è proposta per gli apparecchi mobili, PDA e per i portatori di handicap visivo.
- un gran numero di plug-in sono scaricabili gratuitamente.

## Personalizzazione
Un plug-in è un programma esterno di Guppy, permette di aggiungere delle funzionalità complementari a questo. Una lista è disponibile su GuppYLand.
Un fork è una variazione, una modifica, a un programma di Guppy, aggiunge a questo delle nuove funzionalità e/o una modifica grafica. Una lista è disponibile su GuppYLand.
Una skin è una veste grafica e/o CSS di Guppy. Una lista è disponibile su GuppYLand.

## Per saperne di più
- FreeGuppY Italia, su freeguppy-italia.it. URL consultato il 12 febbraio 2020 (archiviato dall'url originale il 2 novembre 2018).

Siti ufficiali
- (FR) FreeGuppY, su freeguppy.org.
- (FR) GuppYLand, su guppyland.org. URL consultato il 19 maggio 2008 (archiviato dall'url originale il 9 maggio 2008).
- (FR) GuppYed, su guppyed.org.

Sito ufficiale italiano
- FreeGuppY Italia, su freeguppy-italia.it. URL consultato il 12 febbraio 2020 (archiviato dall'url originale il 2 novembre 2018).

Le domande più frequenti
- (FR) FAQ, su freeguppy.org.

Documentazioni
- (FR) GuppYed, su guppyed.org.
- 'Kiss da GuppY' il primo libro su GuppY (in francese), su ilv-edition.com. URL consultato il 19 maggio 2008 (archiviato dall'url originale il 17 maggio 2008).